# لواء بشائر النصر
لواء بشائر النصر جماعة معارضة نشطة في الحرب الأهلية السورية، بحسب سفير روسيا لدى الأمم المتحدة فيتالي تشوركين، كانت المجموعة تابعة للجيش السوري الحر وكان معروفًا أنها تنتج صواريخ غير موجهة ذاتية الدفع في شمال سوريا.

## الهجوم خان العسل الكيماوي
في 19 مارس 2013، استخدم صاروخ مملوء بغاز السارين في هجوم خان العسل الكيميائي، وبحسب المرصد السوري لحقوق الإنسان، فقد أسفر الهجوم عن مقتل 26 شخصًا على الأقل (من بينهم 16 جنديًا حكوميًا و10 مدنيين)، وإصابة أكثر من 86 آخرين.
حصل فريق التحقيق الروسي على عينات من خان العسل في الفترة من 23 إلى 25 مارس/آذار 2013، أدلة على أن الصاروخ المستخدم في الهجوم كان من النوع الحرفي المشابه في النوع والمعلمات للصواريخ غير الموجهة "بشائر 3"، التي صنعتها قوات الأمن الروسية، وطوره لواء بشائر النصر منذ فبراير 2013.

## بشائر النصر في دير الزور
وبحسب مجلة فورين بوليسي، فإن الجماعة، أو جزء منها، أو مجموعة تحمل اسمًا مشابهًا، كان مقرها في دير الزور. وبحسب وكالة أنباء فارس، قُتل عدد من عناصر التنظيم في منطقة المريعية جنوب شرق مطار دير الزور، في 6 تموز/ يوليو 2013.